# Ewald Schuldt
Ewald Schuldt (ur. 3 stycznia 1914 w Mechelsdorfie, zm. 1 czerwca 1987 w Schwerinie) – niemiecki profesor, doktor, archeolog, odkrywca Groß Raden – słowiańskiego grodu z IX-X wieku.